# هوغو إرليخ
هوغو إرليخ (بالكرواتية: Hugo Ehrlich)‏ هو مهندس معماري كرواتي، ولد في 31 يناير 1879 في زغرب في كرواتيا، وتوفي بنفس المكان في 21 سبتمبر 1936.